# Alectra parasitica
Alectra parasitica là loài thực vật có hoa thuộc họ Cỏ chổi. Loài này được A.Rich. mô tả khoa học đầu tiên năm 1850.